# Pachyballus
Pachyballus  (лат.) — род аранеоморфных пауков из подсемейства Ballinae в семействе пауков-скакунов (Salticidae). Почти все из шести видов встречаются в Африке и близ лежащих регионах, один вид является эндемиком Новой Каледонии.

## Этимология
Научное название рода произошло от др.-греч. pachys — толстый, и плюс название рода других пауков-скакунов Ballus.

## Систематика
Вид Pachyballus rotundus в 2007 году был отделён от этого рода и ему был присвоен отдельный род — Planiemen.

### Виды
- Pachyballus castaneus Simon, 1900 — Южная Африка
- Pachyballus cordiformis Berland & Millot, 1941 — Кот-д’Ивуар
- Pachyballus flavipes Simon, 1910 — Кот-д’Ивуар, Биоко
  - Pachyballus flavipes aurantius Caporiacco, 1949 — Кения
- Pachyballus gambeyi (Simon, 1880) — Новая Каледония
- Pachyballus transversus Simon, 1900 — Гвинея-Бисау, Конго, Занзибар, Южная Африка
- Pachyballus variegatus Lessert, 1925 — Восточная Африка